# Ruppeliana taschenbergi
Ruppeliana taschenbergi är en insektsart som beskrevs av Berg 1884. Ruppeliana taschenbergi ingår i släktet Ruppeliana och familjen dvärgstritar. Inga underarter finns listade i Catalogue of Life.